# European Social Forum

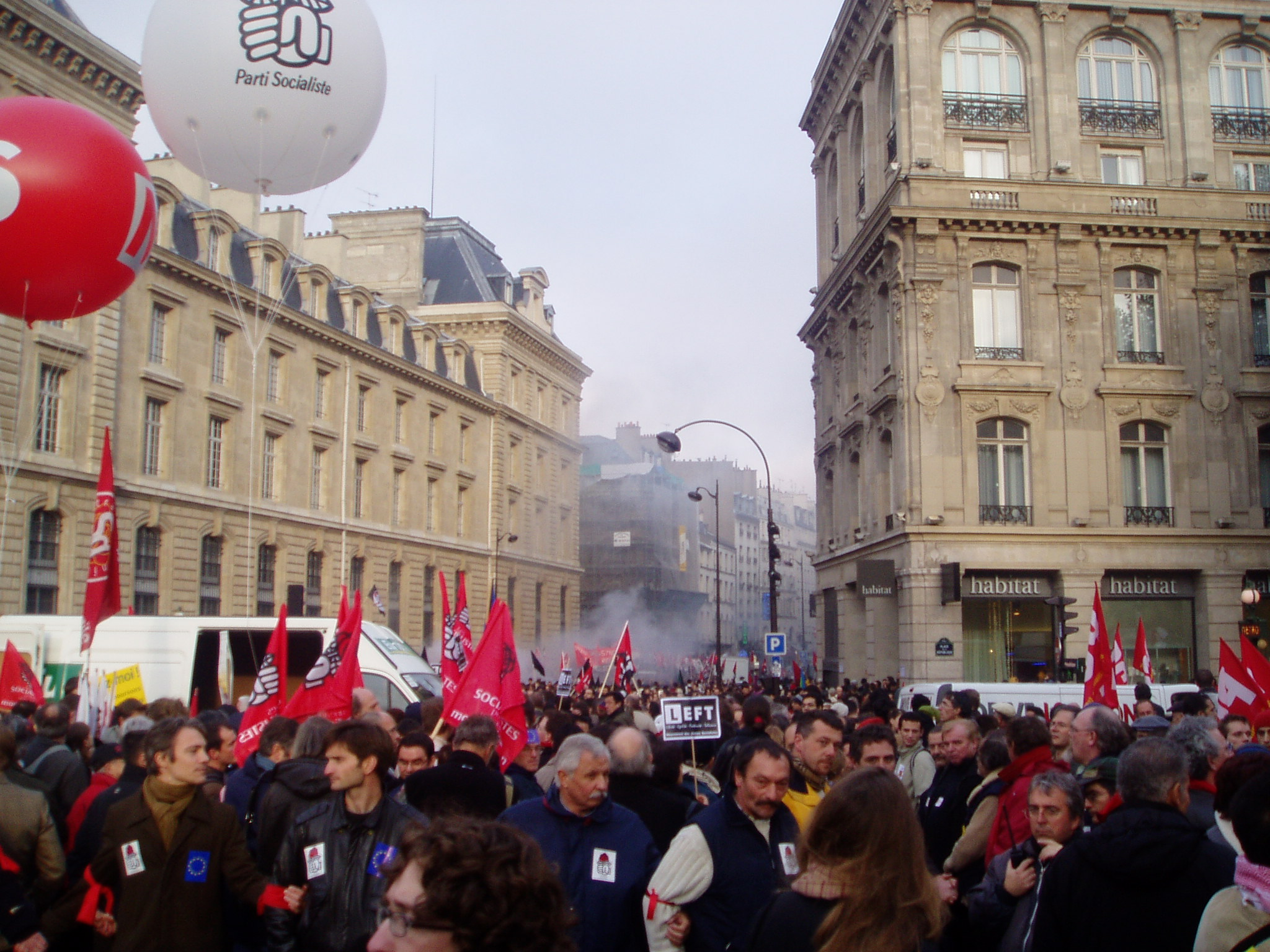
Demonstration under ESF i Paris 2003.

European Social Forum (ESF) är en återkommande konferens i Europa som samlar grupper och nätverk för gemensamma diskussioner, seminarier, demonstrationer och aktioner. Fokus ligger på globaliseringskritik, antiimperialism, klimatfrågor, facklig verksamhet och närliggande sociala frågor. ESF hölls för första gången i Florens 2002, därefter i Paris 2003, London 2004, Aten 2006,  Malmö 2008 och Istanbul 2010. Demonstrationen under ESF i Florens 2002 samlade enligt organisatörerna omkring en miljon personer.

## ESF 2008 i Malmö
European Social Forum 2008 hölls i Malmö 17−21 september. Slogan för detta ESF var "Another World Is Possible". Konferensen finansierades först och främst av Malmö Stad med skattemedel på 2,5 miljoner, men inkomster kom även ifrån föreningar, privatpersoner och deltagaravgifter.
Arrangemanget lockade mer än 12 000 besökare.
På torsdagen organiserades det ett "Reclaim the Streets"-event som urartade till kravaller med misshandel och skadegörelse.
Polisens kostnader för arrangemanget uppgick till 26 miljoner utöver ordinarie utgifter och över 1000 poliser övervakade arrangemanget. Under arrangemanget fick Skånepolisen hjälp av poliser från Stockholm och Västra Götaland.
Efter konferensens slut hade den organiserade föreningen skulder som uppgick till 1,6 miljoner och gick i konkurs. Den största delen av skulderna var till Malmö stad.